# فيني
ببغاء فيني (الاسم العلمي: Vini)، جنس طيور من فصيلة ببغاوات العالم القديم المستوطنة في جزر المحيط الهادئ الاستوائية. هناك أحد عشر نوعًا موجودًا من هذه اللوريكيتات الصغيرة التي يتراوح نطاقها من أرخبيل بسمارك عبر فيجي وساموا وبولينيزيا الفرنسية وحتى شرق جزيرة هندرسون. يمتلك جميع أفراد الجنس ريشًا لامعًا استثنائيًا، ولا سيما اللون الأزرق غير المعتاد وخاصة في اللوريكيت الأزرق واللوريكيت اللازوردي.
لوريكيت فيني مهدد بشدة بالتغيرات البشرية في جزرها. لقد فُقدت معظم الأنواع من عدد من الجزر وانقرض نوعان قبل وصول المستكشفين الأوروبيين إلى المحيط الهادئ. اعتبارًا من عام 2017، أُدرج نوعين من الأنواع المهددة بالانقراض من قبل الاتحاد الدولي لحفظ الطبيعة (IUCN) ويعتبر اثنان منها معرضين للخطر. وهي مهددة في المقام الأول من قبل الأنواع الدخيلة، مثل الفئران، وكذلك بفقدان موائلها.

## التصنيف
قُدم جنس فيني في عام 1833 من قبل عالم الطبيعة الفرنسي رينيه ليسن،وكان النوع المقدم هو لوريكيت كوهل. اسم الجنس تاهيتي وهو اسم لأحد الطيور المحلية.
كان هذا الجنس يشمل في السابق فقط اللوريكيت أزرق التاج، واللوريكيت اللازوردي، ولوريكيت هندرسون، ولوريكيت كوهل، واللوريكيت الأزرق (بالإضافة إلى اللوريكيت المنقرض سينوتو والمهزوم)؛ وضع اللوري المطوق سابقًا في جنس أحادي الطراز Phigys، وتم وضع الأنواع الخمسة المتبقية في Charmosyna. أدت دراسة للنسالة الجزيئية لللوريكيتات المنشورة في عام 2020 إلى مراجعة الحدود الحقيقية العامة.

### الأنواع
يشتمل الجنس على 11 نوعاً هي
| الصورة | الاسم الشائع              | الاسم العلمي      | التوزيع                                                     |
| ------ | ------------------------- | ----------------- | ----------------------------------------------------------- |
|        | لوريكيت أحمر الحلق        | Vini amabilis     | فيجي                                                        |
|        | لوريكيت أزرق التاج        | Vini australis    | فوتونا (والس وفوتونا)، جزر لاو، نييوي، جزر ساموا وتونغا     |
|        | لوريكيت كاليدونيا الجديدة | Vini diadema      | كاليدونيا الجديدة                                           |
|        | لوريكيت كوهل              | Vini kuhlii       | جزر أوسترال (ریماتارا), جزر كوك (آتيو) وكيريباتي (جزر الخط) |
|        | لوريكيت ميك               | Vini meeki        | أرخبيل سليمان                                               |
|        | لوريكيت النخيل            | Vini palmarum     | جزر سانتا كروز وفانواتو                                     |
|        | اللوريكيت الأزرق          | Vini peruviana    | بولينيزيا الفرنسية وجزر كوك                                 |
|        | لوريكيت أحمر الذقن        | Vini rubrigularis | أرخبيل بسمارك                                               |
|        | لوريكيت هندرسون           | Vini stepheni     | جزيرة هندرسون في جزر بيتكيرن                                |
|        | لوري مطوق                 | Vini solitaria    | فيجي                                                        |
|        | لوريكيت لازوردي           | Vini ultramarina  | جزر ماركيساس                                                |

## الأنواع الأحفورية
- †لوريكيت سينوتو, Vini sinotoi (منقرض)[12]
- †لوريكيت المهزوم, Vini vidivici (منقرض)[12]